# 2-乙氨基-1,2-二苯基乙醛
2-乙氨基-1,2-二苯基乙醛（英語： 或 ）是一种含氮有机化合物，化学式C
16H
17NO，在1955年首次研发。